# متلازمة كونيغ
متلازمة كونيغ ويُطلق عليها أيضًا متلازمة الصمام اللفائفي الأعوري هي متلازمةٌ من ألم بطني مرتبطٍ مع الوجبات، حيث يتناوب الإمساك مع الإسهال، بالإضافة إلى التطبل وتمدد البطن والأصوات الغرغرية (فرط الحركة الدودية) عند التسمع (خاصةً في الحفرة الحرقفية اليمنى).
تحدثُ بسبب انسدادٍ غير كاملٍ في الأمعاء الدقيقة، وخاصةً في الصمام اللفائفي الأعوري، مثلًا في داء كرون وبعض الحالات النادرة لسرطان الأمعاء الدقيقة.
سُميَّت هذه المتلازمة نسبةً إلى الجراح الألماني فرانتس كونيغ (1832–1910)، ويجب تمييزها عن مرض كونيغ.